# Happy Burnout
Happy Burnout ist eine Filmkomödie des Regisseurs André Erkau mit Wotan Wilke Möhring in der Hauptrolle aus dem Jahr 2017. Der Kinostart in Deutschland war am 27. April 2017.

## Handlung
Der Alt-Punk „Fussel“ lebt sorglos in den Tag und ist nicht an Arbeit interessiert. Frau Linde vom Arbeitsamt unterstützt ihn dabei, da er ihr rührende Geschichten von einem Flüchtlingskind erzählt, um das er sich kümmere. Als Fussel nach einer internen Prüfung alle Leistungen gestrichen werden sollen, vermittelt sie ihm ein ärztliches Gutachten, das ihm Burnout bescheinigt. Deshalb muss er sich aber für sechs Wochen in eine psychiatrische Klinik begeben, wo er die Erkrankung vortäuscht.
Bei den anderen Patienten kommt er unterschiedlich an. Der Bauchredner Datty ist begeistert von ihm, während er sich mit dem Immobilienunternehmer Anatol im Gesprächskreis ordentlich zofft. Insgesamt sorgt er für frischen Wind in der Abteilung. Bei einem von ihm organisierten Fußballspiel blühen die Patienten auf. Seine Eigenschaft, auf andere eingehen zu können, fällt auch der Psychologin Alexandra auf. Sie hat durchschaut, dass er nicht wirklich Burnout hat, bietet ihm aber an, wegen der Personalnot als Gesprächspartner für die Patienten bleiben zu können. Ein besonderes Verhältnis entwickelt er insbesondere zur vierfachen Mutter Merle, deren Mann ihr beim Tag der offenen Tür mitteilt, dass er die Scheidung von ihr will. Sie fragt Fussel wütend, wie Männer ihre Kinder im Stich lassen könnten. Damit meint sie auch ihn, der eine seit dem Tod seiner Frau bei der Schwiegermutter lebende achtjährige Tochter hat, die er aber nur unregelmäßig sieht. Seinen depressiven Zimmergenossen Günther, der ein rotverbranntes Gesicht hat, kann er dazu bewegen, mit ihm ein Bier in der Dorfkneipe zu trinken. Ihnen schließt sich Datty an, der sich im Lokal zu einer Prügelei provozieren lässt, die Günther amüsiert zur Kenntnis nimmt. Abends im Bett erzählt Günther, dass er Betreiber einer Kette von Sonnenstudios war, wegen der großen Belastung Depressionen bekam und sich in einem Solarium fast umbrachte und dies immer noch vorhat. Fussel hört aber nicht zu, da er eingeschlafen ist, und deshalb auch nicht verhindern kann, dass Günther tatsächlich einen Suizidversuch unternimmt. Er fühlt sich nun der Aufgabe nicht mehr gewachsen und kehrt in seine Wohnung zurück.
Die Patienten machen sich Sorgen um ihn und fahren mit dem Elektrogefährt der Klinik zu ihm nach Hause. Dort erfahren sie, dass er zu seiner Tochter gefahren ist. Mit seiner Schwiegermutter versteht er sich nicht gut, die ihm zum Beispiel schon gemeinsames Zelten mit der Tochter verboten hat. Er sagt ihr nun, dass er sich geändert habe und nun verantwortungsvoller und zuverlässiger sei. Er baut sein Zelt im Garten auf und spielt ausgelassen mit seiner Tochter, als die Patienten eintreffen. Sie versichern der zunächst skeptischen Oma, dass sie Fussel sehr schätzen und auch sie ihre Kinder Fussel sehr gerne anvertrauen würden. Letztendlich kehrt Fussel wieder als Betreuer in die Klinik zurück.
Als Drehort für die Klinik diente das Schloss Körtlinghausen im Kreis Soest in Nordrhein-Westfalen.

## Kritik
Christian Horn von Filmstarts meint, dass in der „kurzweilig-trivialen Tragikomödie […] die Möglichkeiten einer differenzierten Auseinandersetzung mit psychischen Erkrankungen […] weitgehend verschenkt“ werden, da die Patientenfiguren „reine Abziehbilder“ blieben. Es sei letztlich ein „Wohlfühlfilm mit Hochglanzbildern“.
Kester Schlenz vom Stern findet, dass der Film „häufig am Klischee entlangschrammt“, aber „immer wieder die Kurve bekommt“, und hebt besonders die Spielfreude der Schauspieler und die glaubwürdige Darstellung von Wotan Wilke Möhring hervor.